# Werner Lorant
Werner Lorant (Welver, 21 novembre 1948 – Wasserburg am Inn, 20 aprile 2025) è stato un calciatore e allenatore di calcio tedesco.
Il suo ruolo fu quello di difensore o centrocampista arretrato.

## Biografia

### Carriera da calciatore
Dopo un breve periodo nelle giovanili del Westfalia Herne, giocò dal 1971 al 1973 nel Borussia Dortmund, collezionando solo 23 presenze. Successivamente (1973 - 1977) vestì i colori del Rot-Weiss Hessen, con 116 presenze e 16 reti. Dopo una stagione con l'1.FC Saarbrucken (1977-78, 34 presenze e 9 reti), passò all'Eintracht Francoforte, dove giocò dal 1978 al 1982, chiudendo con 137 presenze e 21 reti. nel 1982-83 giocò nello Schalke 04 (18 presenze) e chiuse la carriera disputando la stagione successiva nelle file dell'Hannover 96, con 33 presenze e 8 reti. Nella sua carriera non vestì mai la maglia della Nazionale, a nessun livello.

### Carriera da allenatore
La sua più importante esperienza da allenatore riguarda il Monaco 1860, da lui allenato dal 1992 al 2001. Altre importanti stagioni le ha trascorse allenando i turchi del Fenerbahçe, nel 2002, e i ciprioti dell'Apoel nel 2005. Chiude la sua carriera da allenatore nel 2012, in Slovacchia, sulla panchina del Dunajskà Streda.

## Palmarès

### Giocatore

#### Competizioni nazional1
- Coppa di Germania: 1

Eintracht Francoforte: 1980-1981

#### Competizioni internazionali
- Coppa UEFA: 1

Eintracht Francoforte: 1979-1980

### Allenatore

#### Competizioni regionali
- Oberliga Bayern: 1

Schweinfurt: 1989-1990